# AstraZeneca
AstraZeneca plc je britská mezinárodní farmaceutická společnost se sídlem v Cambridge ve Spojeném království, kde je také soustředěn firemní výzkum a vývoj. AstraZeneca AB, švédská část společnosti, je pobočkou britské AstraZeneca PLC.

## Výrobní program
AstraZeneca má ve svém výrobním programu portfolio produktů pro hlavní choroby, včetně rakoviny, kardiovaskulárních, gastrointestinálních, infekčních, neurologických, respiratorních a zánětlivých onemocnění.

### Vakcína na covid-19
Dne 23. listopadu 2020 oznámily Oxfordská  Universita a AstraZeneca úspěšnou studii vakcíny proti covidu-19, vakcíny Oxford–AstraZeneca proti covidu-19, která zabránila 70 % očkovaných v rozvoji příznaků. Účinnost vakcíny se odhaduje od 70 do 90̬ procent. Z objednaných vakcín Evropskou unií je nejlevnější. Vakcíně stačí pro skladování běžná teplota ve zdravotnické chladničce. Dne 30. prosince 2020 byla schválena ve Velké Británii a 29. ledna 2021 schválila vakcínu také Evropská komise.

## Historie společnosti

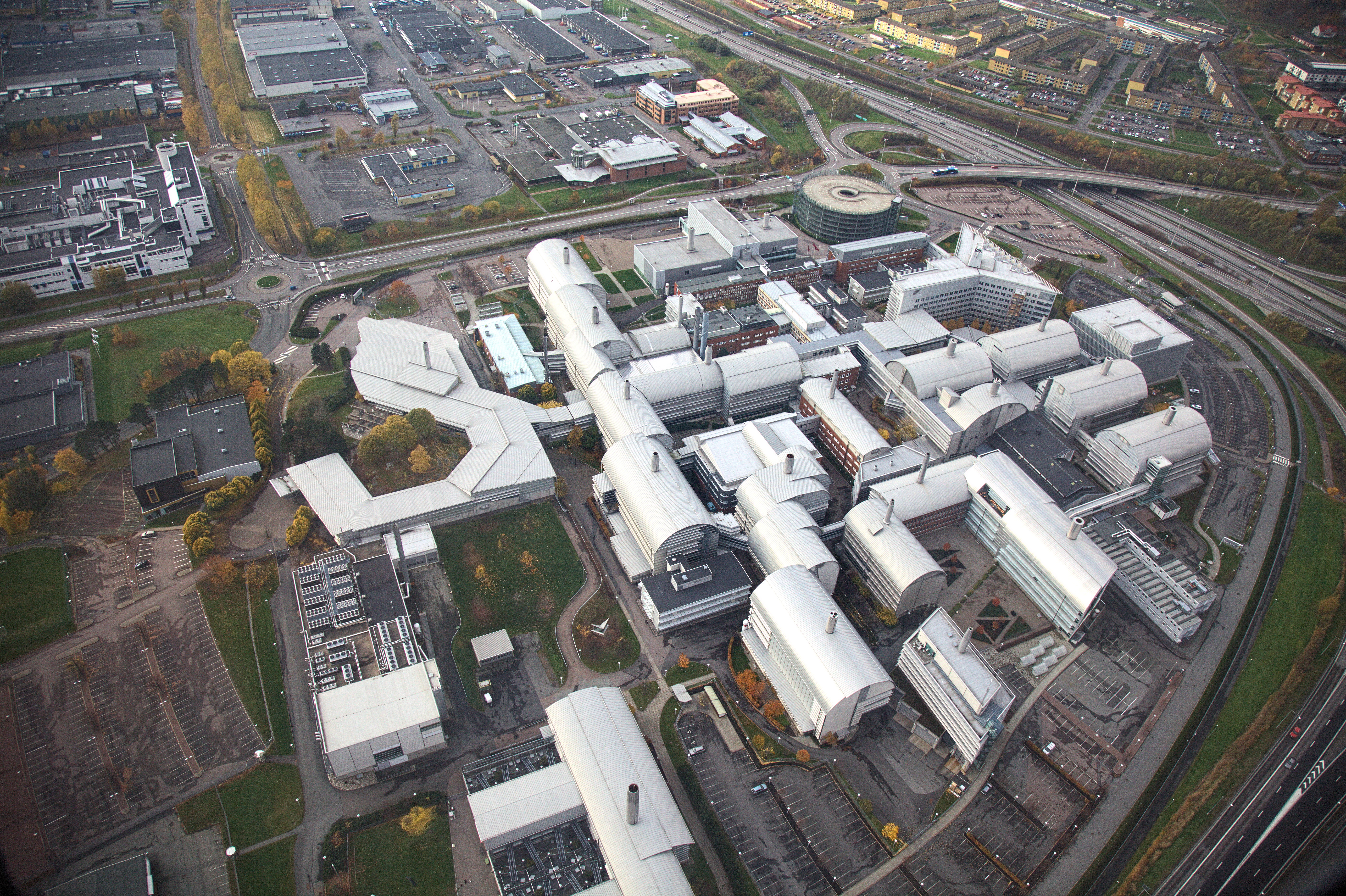
Areál společnosti AstraZeneca v Göteborgu.

Společnost byla založena roku 1999 fúzí švédské společnosti Astra AB (založené roku 1913) s britskou Zeneca Group, (která vznikla oddělením farmaceutického provozu od britských Imperial Chemical Industries v roce 1993). Po této fúzi se společnost stala jednou z největších farmaceutických společností na světě a dále rostla řadou korporátních akvizic, včetně Cambridge Antibody Technology (v roce 2006), MedImmune (2007), Spirogen (2013) a Definiens (akvizice prostřednictvím MedImmune v roce 2014).
AstraZeneca je primárně kotovaná na London Stock Exchange, kde je kmenovou součástí britského akciového indexu FTSE 100. Sekundárně je kotovaná na americké burze Nasdaq, dále na indických burzách Bombay Stock Exchange, National Stock Exchange of India a na evropské burze OMX.